# Verallgemeinerte additive Modelle für Lage-, Skalen- und Formparameter
In der Statistik sind verallgemeinerte additive Modelle für Lage-, Skalen- und Formparameter, auch generalisierte additive Modelle für Lokations-, Skalen- und Formparameter (englisch Generalized Additive Model for Location, Scale and Shape (GAMLSS)) moderne verteilungsbasierte Ansätze semiparametrischer Regression, die im Jahr 2005 von Rigby and Stasinopoulos vorgeschlagen wurden. GAMLSS-Modelle bauen auf verallgemeinerten linearen Modellen auf. Im Allgemeinen sind verallgemeinerte Regressionsmodelle Modelle, bei denen die Normalverteilungsannahme für y gelockert wurde und dann auch andere Verteilungen (hauptsächlich aus der Exponentialfamilie) angenommen werden können.
Das statistische GAMLSS-Rahmenwerk ermöglicht die Anpassung flexibler Regressions- und Glättungsmodelle an die Daten. Das GAMLSS-Modell geht davon aus, dass die Antwortvariable eine beliebige Parameterverteilung aufweist, die stark oder schwach und positiv oder negativ schief sein kann. Zusätzlich können alle Parameter der Verteilung [ Lageparameter (z. B. Mittelwert), Skalenparameter (z. B. Varianz) und Formparameter (Schiefe und Wölbung) ] als lineare, nichtlineare oder Glättungsfunktion von erklärenden Variablen modelliert werden.